# Gowex
Gowex.com est une entreprise espagnole spécialisée dans la mise à disposition de réseaux wifi public et non-payant. 

## Historique
Elle est fondée en 1999. 
L'entreprise a été mise sous faillite, après d'importantes falsifications comptables pendant 4 ans, découverte par Gotham City Research, un fonds spéculatif vautour,. 
Cette dissimulation aurait été réalisée au travers d'une vingtaine de sociétés écrans différentes,. La falsification a été mise en lumière par Gotham City Research le 1er juillet 2014,. 
Son directeur Jenaro Garcia a été mis en libération conditionnelle à la suite de cela,,,.
Il s'agit d'une fraude boursière d'importance, puisque Gowex était coté à la Bourse de Madrid et à la Bourse de Paris. Il semblerait que certains actionnaires français aient encore du mal à faire valoir la moins-value auprès des autorités fiscales françaises.